# Rudolf I. Burgundski
Rudolf I. je bil od izvolitve leta 888 do svoje smrti kralj Zgornje Burgundije, * ok. 859, † 25. oktober 912. 

## Življenje
Rudolf je bil član starejše rodbine Welf in sin grofa Konrada Auxerrskega in njegove žene Valdrade Wormske. Po očetu je podedoval laično opatijo sv. Mavricija Agaunskega, s čimer je postal najmočnejši magnat v Zgornji Burgundiji, današnji zahodni Švici in vzhodni francoski pokrajini Franche-Comté. 
Po odstavitvi in smrti Karla III. Debelega leta 888 so se plemiči in vodilna duhovščina Zgornje Burgundije sestali v opatiji sv. Mavricija in izvolili Rudolfa za svojega kralja. Rudolf je na podlagi svoje izvolitve zase zahteval celotno Lotaringijo in zasedel velik del današnje Lorene in Alzacije, vendar je njegovo zahtevo izpodbijal Arnulf Koroški, novi kralj Vzhodne Frankovske. Arnulf je Rudolfa hitro prisilil, da je zapustil Loreno in ga v zameno priznal za kralja Zgornje Burgundije. Zdi se, da so se sovražnosti med Rudolfom in Arnulfom s prekinitvami nadaljevale do leta 894. Rudolfovi odnosi z drugimi sosedi so bili bolj prijazni.. 

## Družina
Rudolf I. je imel najmanj štiri otroke: 
- Rudolfa II., kralja  Burgundije,
- Adelajdo, poročeno z Ludvikom Slepim, kraljem Spodnje Burgundije,
- Vilo, poročeno z Bosonom Toskanskim, in
- Valdrado, poročeno  z Bonifacijem I. Spoletskim.

Na prestolu Burgundije ga je nasledil sin Rudolf II. Rufolfova vdova, kraljica Guila, se je leta  912 poročila s Hugom Arleški. 
Rudolfa I. Burgundskega se pogosto zamenjuje z njegovim nečakom Rudolfom Francoskim, ki je bil drugi burgundski vojvoda in deveti francoski kralj. 